# جسو غارسيا
جسو غارسيا (بالإنجليزية: Jsu Garcia)‏ مواليد 6 أكتوبر 1963 في نيويورك، نيويورك، الولايات المتحدة، هو ممثل ومخرج أمريكي بدأ مسيرته الفنية سنة 1982.

## الأعمال

### أفلام
- كابوس شارع إيلم (1984) (بدور: رود لين)
- بريداتور 2 (1990)
- إتجار (2000)
- الأضرار الجانبية (2002) (بدور: رومان)
- كنا جنودا (2002)

### مسلسلات
- أرليس (1996)
- جاغ (1998) (بدور: برانكو ميندوزا)
- الشبكة (1998)
- عبر جوردان (2004)
- سي إس آي: ميامي (2006)
- دون أثر (2007) (بدور: كارلوس أغيلار)
- سي اس آي: نيويورك (2011) (بدور: هيكتور فارغاس)

## روابط خارجية
- جسو غارسيا على موقع IMDb (الإنجليزية)
- جسو غارسيا على موقع ألو سيني (الفرنسية)
- جسو غارسيا على موقع أول موفي (الإنجليزية)
- جسو غارسيا على موقع قاعدة بيانات الأفلام السويدية (السويدية)
- جسو غارسيا على موقع قاعدة بيانات الفيلم (الإنجليزية)
- جسو غارسيا على موقع كينوبويسك (الروسية)